# Безброди
Безбро́ди — село в Україні, у Золочівському районі Львівської області. Населення — 491 особа.

## Населення

### Мовні особливості
У селі побутує говірка наддністрянського говору. У Наддністрянський реґіональний словник Гаврила Шила внесені такі слова, вживані у Безбродах:
- а-децю — вигук, який уживають, щоб відігнати свиню;
- а-псика — вигук, який уживають, щоб відігнати кота;
- бабуля — сорт великої білої квасолі;
- гліт — скупчення людей; натовп;
- кацяруба — корова із закрученими рогами;
- ліний — лляний;
- мураха — мурашка;
- пасмук — клин коси;
- півторак — міра пряжі, що дорівнює 30 пасмам (по 24 нитки в кожному);
- санка — полозок плуга;
- трумно — труна.

Розподіл населення за рідною мовою за даними перепису 2001 року:
| Мова       | Кількість | Відсоток |
| ---------- | --------- | -------- |
| українська | 490       | 99.8%    |
| російська  | 1         | 0.2%     |
| Усього     | 491       | 100%     |

## Релігія
У північній частині села стоїть дерев'яна церква Собору св. Івана Хрестителя, побудована у 1863 році, відновлена у 1922 р. Дерев’яна одноярусна дзвіниця знаходиться на південь від церкви. 
З 1946 до 1989 року церква була зачинена. Протягом 1987-1991 рр. її відремонтували, зокрема поставили на бетонний фундамент.